# Бресана Ботароне
Бреса̀на Ботаро̀не (на италиански: Bressana Bottarone, на местен диалект: Barsana Butaron, Барсана Бутарон) е община в Северна Италия, провинция Павия, регион Ломбардия. Административен център на общината е градче Бресана (Bressana), което е разположено на 69 m надморска височина. Населението на общината е 3500 души (към 2017 г.).